# Numérotation d'Aboville
La numérotation d’Aboville est une méthode de numérotation utilisée en généalogie descendante permettant d’identifier tous les individus descendants d’un ancêtre commun et inventée dans les années 1940 par le comte Jacques d’Aboville. 
Le système Henry est une numérotation quasi similaire utilisée dans le monde anglophone et inventée par Reginald Buchanan Henry dans son livre Genealogies of the Families of the Presidents en 1935

## Principe
Suivant les interprétations, l’ancêtre commun reçoit le numéro 1, — ce que fait systématiquement le système Henry — ou n’en a pas du tout,. L’ensemble de la numérotation est parfois précédé du numéro Sosa de l’ancêtre dont on établit la descendance suivi d’une barre oblique (par exemple 16/ ou 16/1, suivant les cas pour la descendance de l’arrière-arrière-grand-père).
À chaque descendant direct est attribué le numéro du parent qui descend de l’ancêtre commun, auquel on ajoute son numéro d’ordre de naissance. Les numéros de chaque génération sont accolés ce qui pose un problème pour noter plus de dix enfants. Le système Henry utilise à l’origine X pour le 10e enfant, puis A pour le 11e, B pour le 12e, etc. Le système Henry modifié utilise des parenthèses pour les nombres des enfants au dessus de 10, par exemple 1(12)4. Cette nomenclature a été modernisée pour permettre le tri alphabétique informatisé et utilise aujourd’hui A pour le 10e enfant, B pour le 11e, etc. Cette notation est parfois utilisée pour compléter la notation d’Aboville, mais n’est pas nécessaire car la plupart du temps la notation est également enrichie d’un caractère séparant chaque génération pour faciliter la lisibilité : le plus souvent un point plus rarement un tiret (pour reprendre le même exemple, respectivement 1.12.4 et 1-12-4).
Lorsqu’un individu a des enfants de plusieurs relations, chacune est identifiée par une lettre minuscule : a pour la première, b pour la seconde, etc. Lorsque l’ancêtre racine n’est pas numéroté, cette lettre est parfois portée par l’enfant plutôt que le parent. Enfin l'astérisque * permet de figurer les naissances illégitimes. 
Un exemple simple, en numérotant l’ancêtre commun et en utilisant des points séparateurs :
- l’aîné des enfants de l’ancêtre commun est le numéro 1.1, le puîné 1.2, le troisième et cadet 1.3 ;
- les enfants de l’aîné seront les numéros 1.1.1, 1.1.2, 1.1.3, etc. ;
- les enfants du puîné seront les 1.2.1, 1.2.2, 1.2.3, etc. ;
- le cadet a eu trois enfants dont deux d’un second lit, ceux-ci reçoivent les numéros 1.3a.1, 1.3b.2, 1.3b.3.

En comptant le nombre de numéros, on peut établir le nombre de générations entre l’ancêtre commun et son descendant. Par exemple, toujours si l’ancêtre commun est numéroté, le 1.2.3.2 est un descendant de la 4e génération.
Un des inconvénients de la numérotation d’Aboville est qu’elle ne permet pas d’identifier le sexe des individus. Elle est difficile à maintenir quand de nouveaux individus viennent s’insérer dans l’arbre sans outil informatisé pour la mettre à jour.